# Maroambihy

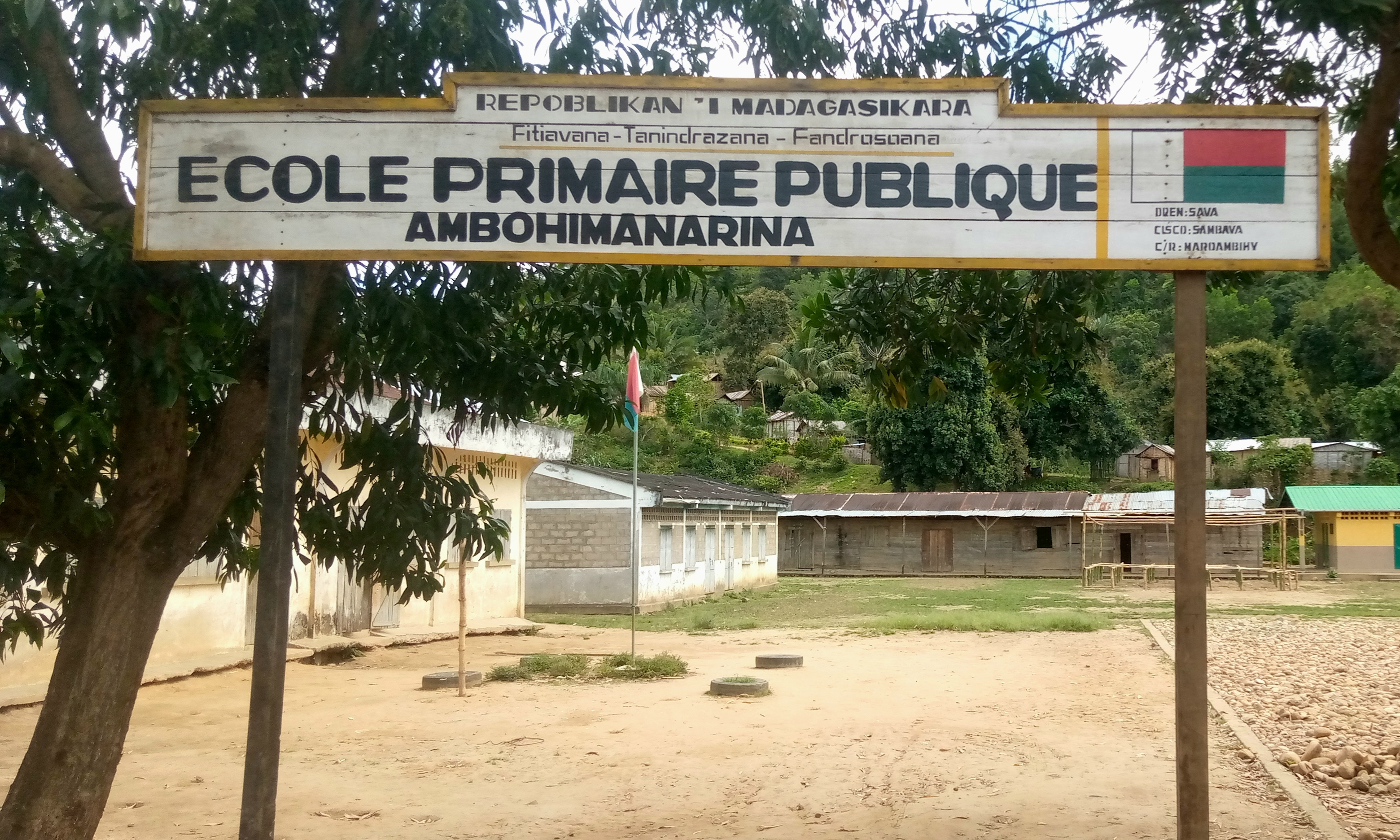
École primaire d'Ambohimanarina.

Maroambiny est une commune rurale malgache, située dans la partie centre de la région de Sava.